# Antoni Protazy Potocki
Antoni Protazy Jacek Potocki zwany Protem herbu Pilawa (ur. 11 września 1761 w Guzowie, zm. 1801) – starosta niegrodowy guzowski, wojewoda kijowski w latach 1791–1795, starosta winnicki, jeden z pionierów polskiego kapitalizmu w epoce stanisławowskiej, członek Zgromadzenia Przyjaciół Konstytucji Rządowej.

## Życiorys
Syn Jana Prospera, starosty guzowskiego i Pauli Szembek, wnuk Antoniego Michała. Był młodszym przyrodnim bratem Feliksa Łubieńskiego, a starszym przyrodnim bratem Michała Ogińskiego. Po ojcu odziedziczył wielkie dobra i kapitały, powiększone jeszcze przez małżeństwo z Marianną Lubomirską, córką Kaspra Lubomirskiego
W latach 80. XVIII w. założył kantory bankowe i handlowe w Warszawie, Machnówce i Chersoniu. W swych dobrach, których centrum stanowiła Machnówka (20 km od Berdyczowa), zbudował szereg manufaktur: sukiennicze, pończosznicze, powozów, mebli, wytwórnie fajansów i inne, do których sprowadził rzemieślników zagranicznych. W dobrach jego powstała także drukarnia, apteka i duży browar. Pracował nad podniesieniem poziomu rolnictwa i chowu bydła. 8 maja 1787 został kawalerem Orderu Orła Białego.
Jako bankier prowadził rozległe operacje finansowe, usiłował skierować handel polski w kierunku Morza Czarnego, od 1783 był jednym z kierujących Kompanią Handlu Czarnomorskiego. W styczniu 1785 objął samodzielne kierownictwo nad Kompanią. W rosyjskim porcie Chersoń, otworzył dom handlowy i rozpoczął transport towarów własnymi statkami. W momencie szczytowego rozwoju interesów jego majątek sięgał 60–70 mln złotych. Był członkiem konfederacji Sejmu Czteroletniego. W 1791 zakupił krzesło wojewody kijowskiego w senacie. W 1793, w związku z ogólnym kryzysem finansowym, spowodowanym II rozbiorem, który pociągnął za sobą bankructwo wielkich finansistów warszawskich (m.in. Teppera), zbankrutował.
Żonaty był z Marianną Lubomirską, córką Kaspra. Na przełomie lat 1792/1793 wziął z nią rozwód. Miał z Lubomirską córkę Emilię. W ostatnich latach życia spędzał czas prawdopodobnie w Machnówce. Nie jest pewna data śmierci Potockiego a rok 1801 nie został wiarygodnie potwierdzony.